# Bristol Bulldog
Bristol Bulldog – brytyjski samolot myśliwski oblatany w 1927 roku.
Klasyczny samolot myśliwski Bristol Bulldog, podobnie jak Bristol F.2 Fighter, został zaprojektowany przez Franka Barnwella jako przedsięwzięcie prywatne. Kadłub miał konstrukcję stalową, krytą płótnem. Prototyp, który wykonał pierwszy lot 17 maja 1927 roku, był napędzany silnikiem Bristol Jupiter VII o mocy 330 kW (440 KM). Konstruktor chciał, by jego maszyna miała lepsze osiągi niż określone w specyfikacji F.9/26. Spośród projektów zgłoszonych na konkurs wyżej od oferty Barnwella oceniono jedynie projekt Hawker Hawfinch, mimo to Ministerstwo Lotnicze zamówiło jeden samolot w celu przeprowadzenia prób w locie. Zbudowano go pod oznaczeniem Bristol Type 105A Bulldog II, w stosunku do projektu wydłużając kadłub i modyfikując statecznik pionowy.
Ostatecznie Bulldog pokonał konkurenta i w sierpniu 1928 roku złożono pierwsze zamówienia na 25 samolotów. Następnie podpisano kontrakt na sprzedaż 92 samolotów Bulldog IIA z silnikiem Jupiter VIIF. Uzbrojenie tworzyły 2 km kal. 7,71 mm montowane po obu stronach górnej części kadłuba. Łącznie RAF otrzymał 92 samoloty Bulldog II i 268 Bulldog IIA. Były one wolniejsze niż lekkie bombowce Hawker Hart. Ich cena wynosiła 4600 funtów, podczas gdy konkurencyjnego myśliwca Hawker Fury 5400 funtów, dlatego RAF kupował Bulldogi w większej liczbie.
Bristol Bulldog był pierwszym myśliwcem RAF wyposażonym w radiostację i instalację tlenową. Urzędnicy Ministerstwa Lotniczego mieli konserwatywne poglądy, dlatego opracowywane przez nich specyfikacje na nowe typy samolotów wojskowych doprowadziły w latach 20. do stagnacji w rozwoju brytyjskich samolotów myśliwskich.
Samoloty Bristol Bulldog rozpoczęły służbę w 3 Dywizjonie RAF w 1929 roku, w 1932 znajdowały się na wyposażeniu 10 dywizjonów, tworząc podstawową siłę brytyjskiego lotnictwa myśliwskiego. Ostatnie maszyny tego typu wycofano z uzbrojenia, zastępując myśliwcami Gloster Gauntlet i Gloster Gladiator.
Dla firmy Bristol samoloty Bulldog okazały się znaczącym sukcesem eksportowym. Niewielką ich liczbę zakupiły Łotwa, Szwecja, Estonia, Syjam, Australia i Dania. Dwa samoloty dla celów badawczych kupiła Royal Navy. Wersja Bulldog IIIA (2 egzemplarze) była napędzana silnikiem Bristol Mercury o mocy 417,6 kW (560 KM) i miała powiększone skrzydła, w których umieszczono zbiorniki paliwa. Wersja Bulldog IVF była napędzana silnikiem Bristol Mercury VIS.2 o mocy 481 kW (645 KM) z masywnymi osłonami.
Finlandia zakupiła 17 samolotów Bulldog IVA i 2 eksszwedzkie Bulldog IIA. Ich uzbrojenie stanowiły 2 karabiny maszynowe Vickers Mk II. Wykorzystywano je w walkach z lotnictwem radzieckim do 1940 roku, a później służyły do treningu pilotów.